# Saradanagar
Saradanagar (nep. सारदानगर) – gaun wikas samiti w środkowej części Nepalu w strefie Narajani w dystrykcie Chitwan. Według nepalskiego spisu powszechnego z 2001 roku liczył on 1983 gospodarstw domowych i 9584 mieszkańców (4997 kobiet i 4587 mężczyzn).